# Прилужжя
Прилу́жжя — село в Україні, у Бочечківській сільській громаді Конотопського району Сумської області. Населення становить 64 особи. Колишній орган місцевого самоврядування — Хижківська сільська рада.

## Географія
Село Прилужжя розташоване на лівому березі річки Сейм, вище за течією на відстані 5 км розташоване село Хижки, нижче за течією на відстані 1.5 км розташоване село Новомутин, на протилежному березі село - Мутин. Річка у цьому місці звивиста, утворює лимани стариці (Старий Сейм) та заболочені озера.
До села примикає великий лісовий масив (дуб, осика).

## Населення

### Мова
Розподіл населення за рідною мовою за даними перепису 2001 року:
| Мова       | Кількість | Відсоток |
| ---------- | --------- | -------- |
| українська | 62        | 96.88%   |
| російська  | 1         | 1.56%    |
| циганська  | 1         | 1.56%    |
| Усього     | 64        | 100%     |

## Історія
Попередня назва - Стара.
Село постраждало внаслідок геноциду українського народу, проведеного окупаційним урядом СССР 1923-1933 та 1946-1947 роках.

## Пам'ятки
- Урочище Боромля — зоологічний пам'ятник природи державного значення. Площа - 55 га. Представляє з себе острів в затоні Сейму, покритий природними дубовими насадженнями і луками. Основна лісова порода - дубові насадження віком 200 років. Особливу цінність мають колонії чаплі сірої і граків.
- На захід від с. Прилужжя та на південний схід від с. Жолдаки знаходиться ботанічний заказник місцевого значення Мутинський. Територія заказника займає кілька лісових кварталів Ново-Мутинського лісництва Конотопського лісгоспу загальною площею 348 га. Це дві територіально роз’єднані лісові ділянки, розміщені на терасі Сейму. Добре збережена і різноманітна ділянка з дуже багатим рослинним і тваринним світом. Заказник входить до складу Сеймського РЛП.